# Aaf Brandt Corstius
Aaf Brandt Corstius (Haarlem, 3 maart 1975) is een Nederlandse columniste, vertaalster, schrijfster, publiciste en redactrice.

## Carrière
Brandt Corstius behaalde haar gymnasiumdiploma aan het Vossius Gymnasium te Amsterdam en studeerde vertaalwetenschap aan de Universiteit van Amsterdam (UvA). Daarna volgde ze korte tijd de Pabo. Tijdens haar studie was ze leerling-redacteur bij Folia, het weekblad van de UvA, waarvoor ze de column ABC en een eetrubriek schreef. Ze werkte als redacteur bij diverse uitgeverijen. Brandt Corstius vertaalde drie boeken uit het Engels en schreef twee restaurantgidsen.
Zij is actief voor onder andere Elegance, Elle, Cosmopolitan, Margriet en Glamour. Op 3 maart 2006 verscheen haar afscheidscolumn in Folia. Van 15 maart 2006 tot februari 2010 schreef ze dagelijks een column - Aaf - in nrc.next. In november 2006 verscheen haar debuut Het jaar dat ik dertig werd. Vanaf 2007 was ze een regelmatige tafeldame in het tv-programma De Wereld Draait Door. Vanaf 29 maart 2010 schreef ze columns in de Volkskrant, die vanaf diezelfde dag op het tabloid-formaat verscheen. Met Sylvia Witteman wisselt ze een dagelijkse column af onderaan de achterpagina. In Onze Taal schrijft Brandt Corstius de column Van Aaf tot z.
Vanaf eind 2020 vormde Brandt Corstius een podcastduo met Marc-Marie Huijbregts, met wie ze de wekelijkse podcast Marc-Marie & Aaf Vinden Iets maakte onder de vleugels van Tonny Media. In deze afleveringen stond elke week een onderwerp centraal, waar de twee makers uiteindelijk een oordeel over gaven door een aantal sterren toe te kennen. Ook werd wekelijks een mening gegeven over een roddelblad en een ingezonden probleem van een kijker. In april 2023 verscheen de laatste aflevering van de podcast.
Vanaf mei 2023 vormt Brandt Corstius een nieuw podcastduo met actrice Lies Visschedijk. De podcast die ze wekelijks maken heet Aaf en Lies lossen het op (op verschillende streamingdiensten), en achter de betaalmuur maken ze om de week de podcast Aaf en Lies pakken door (op Podimo).
In 2024 sprak Brandt Corstius de Nederlandse stem in van Verdriet in Binnenstebuiten 2. Ze nam de stemmenrol over van stemactrice Marjolein Algera.

## Televisieoptredens
Brandt Corstius was te zien in seizoen 14 van Wie is de Mol?. De eerste uitzending was op 2 januari 2014. Ze viel af in de zesde aflevering. In 2014 deed ze mee aan het tv-programma Verborgen verleden en in 2016 aan Maestro. In de winter van 2017/2018 deed ze mee aan De slimste mens.

## Bestseller 60
| Boeken met noteringen in de Nederlandse Bestseller 60 | Jaar van verschijnen | Datum van binnenkomst | Hoogste positie | Aantal weken | Opmerkingen |
| ----------------------------------------------------- | -------------------- | --------------------- | --------------- | ------------ | ----------- |
| Handboek voor de moderne vrouw                        | 2008                 | 19-11-2008            | 44              | 8            |             |
| Het jaar dat ik (2x) moeder werd                      | 2012                 | 02-05-2012            | 30              | 3            |             |
| Gun iedere kabouter zijn eigen muts                   | 2023                 | 08-11-2023            | 8               | 24           |             |
| Ik ga tóch iets zeggen                                | 2025                 | 12-03-2025            | 15              | 4            |             |

## Persoonlijk
Brandt Corstius is een van de drie kinderen van Hugo Brandt Corstius; zij heeft een jongere zus en een broer, correspondent Jelle Brandt Corstius. De familie Corstius is opgenomen in het Nederland's Patriciaat (het 'Blauwe boekje').
Ze was van 2017 tot 2024 getrouwd met journalist Gijs Groenteman (de zoon van Hanneke Groenteman). Ze kregen in 2009 een zoon en in 2011 een dochter.
Eerder had Brandt Corstius een relatie met schrijver Arnon Grunberg, die als Meneertje Knipperlicht wordt opgevoerd in haar boek Het jaar dat ik dertig werd. In Grunbergs werk figureert Brandt Corstius als Aap.
- Digitale Bibliotheek voor de Nederlandse Letteren: bran187
- Gemeinsame Normdatei: 173924476
- International Standard Name Identifier: 0000 0000 4331 9506
- Library of Congress Control Number: nb2007005670
- Nederlandse Thesaurus van Auteursnamen: 201998211
- Virtual International Authority File: 29058251
- WorldCat: E39PBJkttWbqDwFgxg7hGpfwmd